# FA Women's Championship
Predefinição:Use dmy dates
Predefinição:Infobox football league
A Women's Championship (antigamente The FA Women's Championship) é a segunda maior divisão do Futebol Feminino na Inglaterra. Essa divisão fora estabelecida em 2014, como FA Women's Super League 2 (WSL 2).
WSL 2 substitui a antiga divisão de nível 2, a FA Women's Premier League National Division (WPL), que terminou após a temporada 2012–13 da antiga Premier League feminina. Os últimos campeões da Premier League de 2012-13, Sunderland A.F.C. Women, não foram promovidos, e se tornaram os primeiros campeões da WSL 2 (antiga divisão nível 2) na temporada de 2014. Além do Sunderland, outros times da Premier League feminina se juntaram à WSL 2 em 2014, sendo esses, Watford e o Aston Villa.
De 2014 à 2016, WSL 2 teve um calendário de verão, antes de voltar o de inverno em 2017–18, o mesmo que a WSL 1.
FA WSL 2 foi renomeada como Women's Championship antes da temporada 2018–19. Em 2022, a liga foi novamente renomeada como Women's Championship.